# 大汶口文化

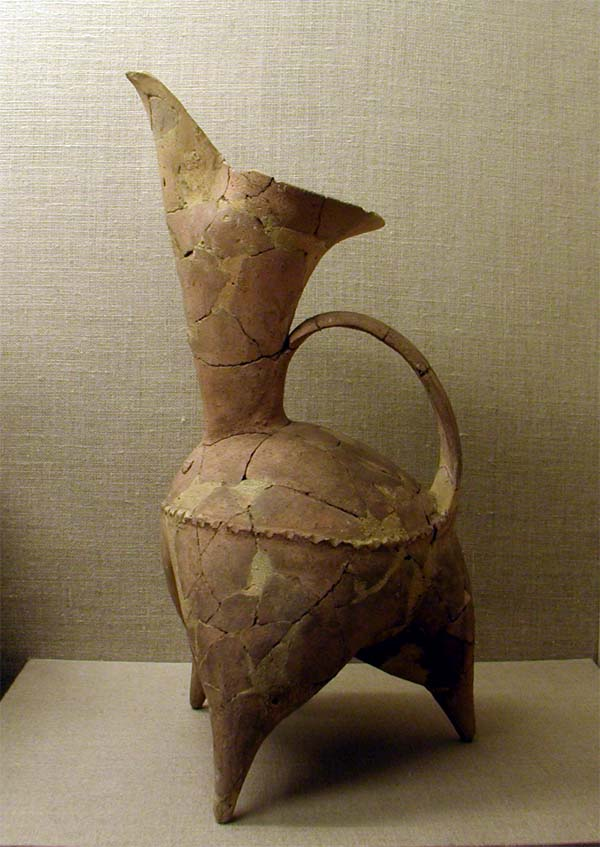
陶鬹，山东莒县大朱村出土

大汶口文化（公元前3500年～公元前2500年），與仰韶文化同時存在，新石器时代考古学文化，主要分布以中華人民共和國山東省泰山地区为中心的山东中、南部以及江苏北部地区，晚期遗址的分布更广，东起黄海之滨，西到河南东部，北至渤海南岸，南及淮北，安徽北部、河南中部也有受到该文化影响的遗存发现。
繼承了後李文化與北辛文化，大汶口文化之後演變為龍山文化。

## 發現
1959年首次发现在山东省宁阳堡头村，遗址位于堡头村西和泰安的大汶口一带，故名。 在大汶口的许多遗址中都发现氏族公共葬地，各墓之间随葬品的多寡悬殊。在后期墓葬中，出现了夫妻合葬和夫妻带小孩的合葬，这时可能已经进入了父权制社会。然而，大汶口文化最重要的發現在於陶器上發現了類似文字的記號，這種疑似文字的刻畫記號極可能與漢字的起源有關。

## 山东莒县陵阳河大汶口文化墓葬
1979年，考古工作者在山东莒县陵阳河大汶口文化墓葬中发掘到大量的酒器。尤其引人注意的是其中有一组合酒器，包括酿造发酵所用的大陶尊，滤酒所用的漏缸，贮酒所用的陶瓮， 用于煮熟物料所用的炊具陶鼎。 还有各种类型的饮酒器具 100多件。据考古人员分析，墓主生前可能是一职业酿酒者。 在发掘到的陶缸壁上还发现刻有一幅图，据分析是滤酒图。
在龙山文化时期，酒器就更多了。 国内学者普遍认为龙山文化时期酿酒是较为发达的行业。
以上考古得到的资料都证实了古代传说中的黄帝时期， 夏禹时代确实存在着酿酒这一行业。

## 文化特征
大汶口文化以一群特點鮮明的陶器為主要特徵。以夾砂陶和泥紅陶製為主，大汶口文化遺物也有灰陶、黑陶，並有少量硬質白陶。泥質陶器上常飾鏤孔、劃紋，有彩陶和簡單的朱繪陶。沙質陶器上少數飾附加有堆紋和籃紋。三足器、圓足器發達，也有平底器、圜底器和袋足器。典型器物為觚形器、釜形器、缽形器、罐形器、鏤孔圈足豆、雙鼻壺、背壺、寬肩壺、實足鬹、袋足鬹、高柄杯、瓶和大口尊等。
值得一提的是，大汶口文化晚期的製陶業已經有了較大的發展，輪制技術已用來生產大件陶器，已經能製造出薄胎磨光黑陶，胎厚僅1—2毫米，也為龍山文化蛋殼黑陶的出現具備了一定的條件。
大汶口文化的居民盛行枕骨人工變形和青春期拔牙的習俗。是流行於古代中國東方、南方的拔牙習俗的發源地。在王因、大墩子墓中的骨骸上，還發現頜骨異常變形的現象，某些個體臼齒外側嚴重磨損甚至內縮，有數例在變形處置有小石球或陶球，變形當是由於長期口含小球所致。這是大汶口文化所獨有的奇特習俗。此外，死者隨葬獐牙、獐牙勾形器以及龜甲等，也為其他新石器時代文化所少見，由於獐牙或是獐牙勾形器通常是握在死者手中，一般認為可能是身份的象徵。
生产工具以磨制石器为主，骨、角、牙器也多而精致，陶器以灰陶为最多，红陶次之，黑陶和白陶各占一定比例，也有少数彩陶，从地层关系和陶器特征上都证明大汶口文化是这一地区龙山文化的前身，大汶口文化大约开始于公元前4500年或稍晚，大约公元前2500年前后过渡为龙山文化。
大汶口文化晚期（西元前約2900年至西元前約4400年）的塗繪裝飾手法演變成以繩紋和籃紋等表面壓印為主。本時期還有一些有特色的手工藝品像是象牙梳、象牙管雕刻。而在大汶口墓地也發現一些富人的陪葬品，多達一百多種珍貴的陪葬品，如玉珠、玉斧等。

## 文字
在陶器上發現的刻畫符號，已經具備抽象意義，但是否為早期文字，尚有爭議。

## 分布範圍
大汶口文化的早期階段基本上只分佈在山東和蘇北地區，南到淮河，向北到達魯北地區，西界在運河兩側，東至黃海。但膠東半島地區早期遺存的文化性質，歷來存在著不同意見。
大汶口文化中期階段的分佈範圍南、北兩界無大變化，但有跡象表明，當時可能已經開始了向西擴展的趨勢。此時，學界對膠東半島同時期的遺存性質的看法仍有分歧，主流的意見認為，膠東半島的文化是“屬於大汶口文化的不同類型”。
在皖北、豫東普遍發現了大汶口文化晚期的遺存，在淮陽平糧台、鹿邑欒台、蒙城尉遲寺等都發掘出明確屬於大汶口文化晚期的底層堆積。也就是說，大汶口文化晚期的分佈範圍已經向西擴展到了淮陽一帶。至於豫中地區和遼東半島南部地區，雖然發現了不少包含有大汶口文化因素甚至是個別大汶口墓葬的遺存，但在整體上並未改變當地的文化性質，因此，這些地區不屬於大汶口文化的分佈區，只可以說是大汶口文化的影響所及地區。

## 文化與族群
大汶口文化與同時存在的仰韶文化之間有著廣泛交流。
考古學者也注意到大汶口文化與良渚文化之間的文化共同點。認為大汶口文化與前南島民族存在關連。
中華人民共和國學者徐鳳先與李洪甫等人認為，該文化屬传说中的太昊與少昊集團。
北韓金日成大學教授李趾麟在《古朝鮮研究》一書中主張大汶口文化與龍山文化的創造者，為為居住在黃海沿岸至朝鮮半島一帶的古民族鳥夷。鳥夷與濊貊族融合後，成為朝鮮族與肅慎的先祖。
大汶口文化很可能由原始漢族創造。
新石器時代的大汶口居民，以體質人類學分析，與中國南方的河姆渡人，南島民族，台灣原住民族及南亞人有明顯的差異。由DNA檢測，在新石器時代，與大汶口文化同樣居住在黄河流域的居民，與現代東亞地區族群（包括中國漢族、日本和族、韓國朝鮮族等族群）血緣接近。

## 重要遗址
- 山东莒县陵阴河大汶口文化墓葬，位于山东省日照市莒县
- 大汶口遗址，位于山东省泰安市岱岳区大汶口镇
- 西夏侯遗址，位于山东省曲阜市
- 王因遗址，位于山东省兖州市
- 刘林遗址，位于江苏省邳州市
- 大墩子遗址，位于江苏省邳州市